# Pililla
Pililla ist eine philippinische Stadtgemeinde in der Provinz Rizal, in der Verwaltungsregion IV, Calabarzon. Sie hat 64.812 Einwohner (Zensus 1. August 2015), die in 9 Barangays lebten. Sie wird als Gemeinde der ersten Einkommensklasse auf den Philippinen und als teilweise urbanisiert eingestuft. 
Pililla liegt am östlichen Ufer des größten Binnensees der Philippinen, des Laguna de Bay. Ihre Nachbargemeinden sind Jalajala im Süden und Santa Maria, Mabitac, Pakil, Provinz Laguna, im Osten und Tanay im Norden. Die Topographie der Stadt ist gekennzeichnet durch Flachländer in Ufernähe und die Ausläufer der Sierra Madre im Osten. 

## Baranggays
- Bagumbayan (Pob.)
- Halayhayin
- Hulo (Pob.)
- Imatong (Pob.)
- Malaya
- Niogan
- Quisao
- Wawa (Pob.)
- Takungan (Pob.)

## Weblink
- Informationen der Philippine Statistics Authority über Pililla